# 鮎澤和彦
鮎澤 和彦（あゆざわ かずひこ）は、沖縄三線・二胡講師。
学生邦楽出身でNHK邦楽育成会50期、バーミヤンの店長を経て音楽教室EYSに入社という経歴を持つ。

## ディスコグラフィ
- 津軽三味線なだば （2014/1/8)、FEI-CD049）「游」「斜影」で参加

## 関連文献
- 『津軽三味線 楽譜集 現代曲集 第一集 』千野出版事業部,2014年,ISBN 978-4-86178-164-3

| スタブアイコン | サブスタブ | この項目は、まだ閲覧者の調べものの参照としては役立たない、音楽関係者（バンド等）に関連した書きかけの項目です。この項目を加筆・訂正などしてくださる協力者を求めています（P:音楽/PJ:芸能人）。 |